# مگان لنینگ
مگان لنینگ (زاده ۲۵ مارس ۱۹۹۲) یک بازیکن کریکت بین‌المللی استرالیا است که هم‌اکنون کاپیتان تیم ملی بانوان استرالیا و تیم  ویکتوریا اسپیریت است. او رکورد حرفه ای‌ترین بازیکن قرن را با دریافت جایزه بین‌المللی یک روز زنان با دوازده دوره در اختیار دارد. در مارس ۲۰۱۸، در بازی استرالیا مقابل انگلیس در سری بازی‌های سه نفره زنان هند ۲۰۱۷–۱۸ هند، لنینینگ اولین استرالیایی، در بین مردان و زنان این کشور بود که موفق به کسب ۲٬۰۰۰ امتیازدر بیست۲۰ راند در این مسابقات بین‌المللی شد.
او در ۶ دسامبر ۲۰۰۸ در برابر تیم Victorian Spirit در برابر Scorpions استرالیا جنوبی، اولین امتیازخود را برای تیم ویکتوریا بدست آورد. او با پیروزی در سه راند برای ویکتوریا، باعث برنده شدن آنان با ۴۵ امتیاز شد. او در این فصل ۳ بازی دیگر انجام داد زیرا ویکتوریا در دیدار برگشت مقابل نیو ساوت ولز در فینال گرند باخت. در فصل ۲۰۰۹/۱۰، وی در ۶ بازی T20 برای ویکتوریا بازی کرده‌است، از دست دادن۵۲ امتیاز نبود او در مقابل تاسمانی را پررنگ کرد. او سپس در فصل ۲۰۱۰/۱۱ موفقیتی بزرگ را تجربه کرد، او با بازی زیبای خود باعث بدست آوردن عنوان بهترین زن مسابقه در بدست آوردن ۷۴ امتیاز از ۶۲ توپ در فینال بزرگ WT20 در برابر نیو ساوت ولز شد و باعث شد تیم ویکتوریا را به عنوان قهرمانی برساند.
او در تاریخ ۲۹ اکتبر ۲۰۱۱، ویکتوریا را در سده نخست خود قرار داد و ۱۲۷ توپ از ۱۲۳ توپ را در برابر آتش کوئینزلند به دست آورد. او یک فصل داخلی ۲۰۱۱/۱۲ چشمگیر بود و در مسابقات WNCL به‌طور متوسط ۴۸ بار و در مسابقات WT20 37.36 بود. با تشکر از این شکل چشمگیر، لنینگ هم جایزه Sharon Tredrea Trophy و Cathryn Fitzpatrick جایزه WNCL و T20 Player Women of the Year را برای Victorian Spirit جمع کرد، در حالی که از آن به عنوان بازیکن ملی کریکت لیگ T20 بازیکن سال نیز یاد می‌شود.
در ۱۰ نوامبر ۲۰۱۲، لنینگ رکورد بالاترین امتیاز انفرادی در لیگ ملی کریکت بانوان را شکست و با شکست ۱۷۵ از ۱۴۲ توپ مقابل ACT Meteors، به راحتی از رکورد قبلی تعیین شده توسط کارن رولتون ۱۷۳ پیروز شد. او سپس با به ثمر رساندن ۱۹۰ رکورد در ۱۵۳ توپ فقط در ۱۵۳ توپ مقابل Tasmania Women در ۲۹ اکتبر ۲۰۱۶ پیشی گرفت. هشت روز پس از ارسال این رکورد، وی سپس ۲۴۱ توپ را خارج از ۱۳۶ توپ برای باشگاه Box Hill Cricket Club در انجمن کریکت زنان ویکتوریا، بالاترین امتیاز انفرادی در کریکت برتر لیگ برتر زنان کسب کرد.
در نوامبر سال ۲۰۱۸، او در مسابقات لیگ بیگ لیگ برتر بانوان ۲۰۱۸–۱۹ در تیم ملی پرت اسکچرز معرفی شد.
لنینگ اولین مسابقه خود را در بین‌المللی T20 در تاریخ ۳۰ دسامبر ۲۰۱۰ در برابر نیوزیلند در مسابقات رز بول انجام داد و ۱۰ پیروزی در استرالیا به دست آورد و نیوزیلند را با ۴ ویکت شکست داد. او سپس در تاریخ ۵ ژانویه ۲۰۱۱ اولین بازی بین‌المللی یک روزه خود را در برابر انگلیس در WACA Ground انجام داد و یک ضربه محکم و ناگهانی را باز کرد و قبل از اینکه گرفتار شود، ۲۰ اجرا کرد.
دو روز بعد، فقط در دومین بازی بین‌المللی خود، او در سن اوج مقابل تیم ملی انگلیس موفق به گلزنی در برابر انگلیس شد و ۱۰۳ بازی از ۱۴۸ توپ، از جمله ۸ چهار و ۱ شش، از بین نبرد. با انجام این کار، در ۱۸ سال و ۲۸۸ روز او به جوانترین سالگرد تولد همیشه زن - مرد و زن تبدیل شد - با ضرب و شتم رکورد قبلی ریکی پونتینگ ۲۱ سال و ۲۱ روز را شکست.
او از آن زمان به‌طور منظم در تیم کریکت بانوان استرالیا حضور داشت و در ۱۴ مارس ۲۰۱۲ در ورزشگاه ونکدین یک قرن دیگر مقابل هند به ثمر رساند، بمبئی با کسب ۱۲۸ گل از ۱۰۴ توپ را به عنوان استرالیا با ۲۲۱ ران بدست آورد. در طول مسابقات جهانی ICC زنان بیست۲۰۲۰، وی پس از اتمام سومین گلزن برتر و در این مرحله به اولین زن زنی تبدیل شد که در ۵ سری متوالی بالای ۳۰ سال در مسابقات بین‌المللی T20 در این سریال قرار گرفت.
در فینال مسابقات T20 زنان جهان ۲۰۱۲، او در ۲۵ رده ۲۴ قرار گرفت و زمین‌های استرالیا را تنظیم کرد و استرالیا با موفقیت ۴ بر یک انگلیس را شکست داد.
در ژوئن سال ۲۰۱۵، او به عنوان یکی از مهمانی‌های تور استرالیا برای خاکستر زنان ۲۰۱۵ در انگلستان معرفی شد.
در ماه ژوئیه و در طول جام جهانی کریکت بانوان ۲۰۱۷، او یک بازی برنده ۱۵۲ بازی فقط از ۱۳۵ توپ با ۱۹ چهار و شش گل به دست آورد. او سریع‌ترین امتیاز را برای ۱۱ قرن ODI بدست آورد و تنها ۵۹ کار برای انجام کار انجام داده‌است.
در تاریخ ۲۷ مارس ۲۰۱۴ در بازی مقابل ایرلند در مسابقات جهانی ICC زنان بیست۲۰۲۰، لنینگ ۱۲۶ راند از ۶۵ توپ به ثمر رساند. این بالاترین امتیاز انفرادی در بین‌المللی زنان بود.
در ۵ مارس ۲۰۱۷، در برابر نیوزیلند، او ۱۰ مین صدمه خود را در WODI به ثمر رساند و رکورد بیشتر قرن‌ها در WODI را شکست. او همچنین به اولین کریکت زن تبدیل شد که ۱۰ قرن در تاریخ ODI زنان کسب کرد
در ماه اوت اعلام شد که لنینگ به دلیل جراحی بر روی شانه راست خود قادر به بازی در خاکستر بانوان نخواهد بود. پیش‌بینی می‌شد این آسیب دیدگی او را از شش تا هشت ماه از کریکت دور کند. در دسامبر سال ۲۰۱۷، او به عنوان یکی از بازیکنان تیم ODI زنان OC سال ICC معرفی شد. در آوریل ۲۰۱۸، او یکی از چهارده بازیکنی بود که برای کریکت استرالیا یک قرارداد ملی برای فصل ۲۰۱۸ تا ۱۹ دریافت کرد.
در اکتبر سال ۲۰۱۸، او به عنوان کاپیتان تیم استرالیا برای مسابقات جهانی بیست۲۰۲۰ بانوان ICC 2018 در غرب ایندیز معرفی شد. پیش از مسابقات، او به عنوان ستاره تیم معرفی شد. در آوریل ۲۰۱۹، کریکت استرالیا پیش از فصل ۲۰۱۹–۲۰۲۰ قراردادی به وی اهدا کرد.
در ژوئن سال ۲۰۱۹، کریکت استرالیا او را به عنوان کاپیتان تیم استرالیا برای تور خود به انگلیس برای رقابت در خاکستر بانوان معرفی کرد. در تاریخ ۲۶ ژوئیه ۲۰۱۹ و در اولین مسابقه بین‌المللی بیست و یکمین دوره بین‌المللی بانوان از خاکستر بانوان، لنینگ موفق به کسب ۱۳۳ امتیاز خارج از خانه نشد که بالاترین تعداد کل افراد در WT20Iها بود.
در ماه سپتامبر، در طول سریال استرالیا در برابر استرالیا، لنین سریعترین بازیکن، مرد یا زن شد که سیزده قرن در کریکت ODI به ثمر رساند و این کار را در ۷۶ سالگی خود انجام داد.

## قرن‌های بین‌المللی زنان
| Meg Lanning's One Day International centuries | Meg Lanning's One Day International centuries | Meg Lanning's One Day International centuries | Meg Lanning's One Day International centuries | Meg Lanning's One Day International centuries | Meg Lanning's One Day International centuries | Meg Lanning's One Day International centuries |
| #                                             | Runs                                          | Match                                         | Opponents                                     | City/Country                                  | Venue                                         | Year                                          |
| --------------------------------------------- | --------------------------------------------- | --------------------------------------------- | --------------------------------------------- | --------------------------------------------- | --------------------------------------------- | --------------------------------------------- |
| ۱                                             | ۱۰۴*                                          | ۲                                             | England                                       | Perth, Australia                              | WACA Ground                                   | 2011                                          |
| ۲                                             | ۱۲۸                                           | ۱۰                                            | India                                         | Mumbai, India                                 | Wankhede Stadium                              | 2012                                          |
| ۳                                             | ۱۰۳                                           | ۱۴                                            | New Zealand                                   | Sydney, Australia                             | North Sydney Oval                             | 2012                                          |
| ۴                                             | ۱۱۲                                           | ۱۸                                            | New Zealand                                   | Cuttack, India                                | DRIEMS Ground                                 | 2013                                          |
| ۵                                             | ۱۳۵*                                          | ۳۵                                            | West Indies                                   | Bowral, Australia                             | Bradman Oval                                  | 2014                                          |
| ۶                                             | ۱۰۴                                           | ۳۸                                            | England                                       | Bristol, England, United Kingdom              | Bristol County Ground                         | 2015                                          |
| ۷                                             | ۱۱۴*                                          | ۴۴                                            | New Zealand                                   | Mount Maunganui, New Zealand                  | Bay Oval                                      | 2016                                          |
| ۸                                             | ۱۲۷                                           | ۴۵                                            | New Zealand                                   | Mount Maunganui, New Zealand                  | Bay Oval                                      | 2016                                          |
| ۹                                             | ۱۳۴                                           | ۵۱                                            | South Africa                                  | Canberra, Australia                           | Manuka Oval                                   | 2016                                          |
| ۱۰                                            | ۱۰۴*                                          | ۵۷                                            | New Zealand                                   | Mount Maunganui, New Zealand                  | Bay Oval                                      | 2017                                          |
| ۱۱                                            | ۱۵۲*                                          | ۵۹                                            | Sri Lanka                                     | Bristol, England, United Kingdom              | Bristol County Ground                         | 2017                                          |
| ۱۲                                            | ۱۲۴                                           | ۶۸                                            | Pakistan                                      | Bandar Kinrara, Malaysia                      | Kinrara Academy Oval                          | 2018                                          |
| ۱۳                                            | ۱۲۱                                           | ۷۶                                            | West Indies                                   | Antigua, Antigua and Barbuda                  | Coolidge Cricket Ground                       | 2019                                          |

### قرن‌های T20I زنان
| قرن ۲۰ مگ لنینگ | قرن ۲۰ مگ لنینگ | قرن ۲۰ مگ لنینگ | قرن ۲۰ مگ لنینگ | قرن ۲۰ مگ لنینگ                 | قرن ۲۰ مگ لنینگ               | قرن ۲۰ مگ لنینگ |
| #               | امتیازها        | مسابقه          | حریف            | شهر / کشور                      | محل                           | سال             |
| --------------- | --------------- | --------------- | --------------- | ------------------------------- | ----------------------------- | --------------- |
| ۱               | ۱۲۶             | ۳۸              | Null            | Null سیلت، بنگلادش              | استادیوم بین‌المللی کریکت سیلت | 2014            |
| ۲               | ۱۳۳ *           | ۸۶              | Null            | Null چلمسفورد، انگلیس، انگلستان | زمین کشور                     | 2019            |

## سوابق و دستاوردها
- بیشتر قرنها در بین‌المللی یک روز زنان در یک حرفه.[۲]
- سریعترین بازیکن، زن و مرد، برای بدست آوردن سیزده قرن در کریکت ODI (76 اینچ).[۴۲]
- دومین سریعترین بتمن برای رسیدن به ۳۰۰۰ مسابقه در مسابقات بین‌المللی یک روز زنان.[۴۳]
- نخستین زن، استرالیایی، زن یا مرد، که در مسابقات بین‌المللی بیست۲۰۲۰ دو هزار مسابقه کسب می‌کند.[۳]
- بیشتر تعداد ابتکارات T20I قبل از ثبت اولین اردک در کریکت T20I زنان (61)[۴۴]
- بیشترین تعداد امتیازات در WT20I در یک سال تقویم منفرد (625)[۴۵]
- بالاترین امتیاز انفرادی (۱۳۳) در بین‌المللی بیست و یکمین دوره بانوان.[۴۶][۴۷][۴۸]

## جوایز
- ICC کریکتر ODI زنان سال ICC: 2015
- ICC زنان T20I Cricketer of Year: 2014
- <i id="mwAcw">Wisden</i> Leading Woman Cricketer in the World: 2015
- جایزه بلیندا کلارک: ۲۰۱۴، ۲۰۱۵، ۲۰۱۷
- جوایز افسانه رهبری جوایز ورزشی زنان استرالیا: 2019[۴۹]